# Ez a mánia
Ez a mánia címmel jelent meg 2008-ban a Mobilmánia magyar rockegyüttes első albuma. Bár a koncerteken P. Mobil-dalok hangzottak el, a lemez csupa új szerzeményt tartalmaz (amelyek nagy része aztán a koncertműsorba is bekerült).
Az album készítése közben tragédia érte az együttest: Tunyogi Péter elhunyt. Az éneksávok ekkor még nem voltak felvéve, de a lemezt befejezték, Tunyogi hangját pedig két rövid részlet erejéig rákeverték a lemezre a demófelvételek felhasználásával. Tunyogi emlékére íródott a Velünk leszel mindig, továbbá a Messziről jövünket is neki ajánlották.

## Dalok
A dalokat a Zeffer András – Horváth Attila szerzőpáros írta, kivéve, ahol a szerzőséget jelöltük. Az énekeseket vezetéknevük kezdőbetűje jelzi (K: Kékesi László, R: Rudán Joe, V: Vikidál Gyula, Z: Zeffer András).
1. Ez a mánia V, Z, R
2. Még ne búcsúzz el (Zeffer András – Vikidál Gyula – Horváth Attila) V, R
3. Tűz a folyón R
4. Regina sír (Kékesi László – Horváth Attila) K
5. Boldog és szomorú (Tunyogi Péter – Horváth Attila) R
6. Mint jó napokban (Kékesi László – Kozma Tamás – Horváth Attila) R
7. Lázadó ima V
8. Szeptember babám (Kékesi László – Horváth Attila) K
9. Láttam a démont Z, R
10. Messziről jövünk R
11. Velünk leszel mindig (Vikidál Gyula – Horváth Attila) V, R, Z

## Közreműködött
- Kékesi László - basszusgitár, ének
- Rudán Joe - ének
- Tunyogi Péter † - a Boldog és szomorú és a Messziről jövünk elején hallható rövid ideig az ő énekhangja
- Vikidál Gyula - ének
- Zeffer András - billentyűs hangszerek, ének
- Vámos Zsolt - gitár
- Kozma Tamás - gitár
- Borbély Zsolt - dob, ütőhangszerek